# Olivier Faubert
Olivier Faubert est un auteur-compositeur-interprète québécois né à Montréal le 13 février 1992.

## Biographie

### Jeunesse
En 2003, âgé de 11 ans, Olivier Faubert participe à l'adaptation québécoise en comédie musicale du Petit Prince. Il joue le rôle du Petit Prince en alternance avec trois autres garçons, soit Nicholas Bellefleur Bondu, Jérémie Boucher et Jérémy Delorme. Il partage la scène avec des artistes francophones établis tels que Michel Rivard, Jonathan Painchaud et Lynda Thalie.

### Carrière musicale
Au début de sa carrière, Oliver Faubert joue dans plusieurs groupes dont Haniston, Head Check et un duo avec Mathieu Poirer nommé MIIRAGES. C'est avec MIIRAGES qu'Olivier Faubert publie ses premières créations musicales, soit un single intitulé La Fonte (2020) et un EP éponyme MIIRAGES (2021).
En 2021, il participe à l'émission Star Académie à laquelle il est éliminé dès la première semaine. Ses reprises de Dis tout sans rien dire de Daniel Bélanger et de Tenir debout de Fred Pellerin figurent respectivement sur les albums Star Académie (2021) et Les performances des candidats en danger (2021).
En 2022, il publie son premier projet solo, un EP intitulé Mes ombres composé de cinq morceaux. Les chansons de l'EP abordent, entre autres, le combat d'Olivier Faubert avec ses problèmes de dépendance et de consommation. Quelques semaines après la sortie de son EP, Olivier Faubert est choisi pour participer au programme À l'affiche avec RBCxMusic de la Banque royale du Canada qui vise à promouvoir la musique d'artistes émergents au Canada.
En 2023, il participe au concours du Festival international de la chanson de Granby. Il atteint la finale durant laquelle il interprète des pièces de son premier EP et des nouvelles chansons. C'est ultimement Émile Bourgault qui remporte le premier prix.
En 2024, Olivier Faubert publie son premier album solo intitulé Pour ne pas mourir en hiver qui comporte neuf pièces originales. Il qualifie l'album comme étant « [une] lutte d'une âme pour préserver sa lueur ». L'auteure-compositrice-interprète thaïs apparaît sur deux des chansons de l'album, soit Mercure et Les rêves.

## Discographie

### Albums et EPs
- 2022 : Mes ombres
- 2024 : Pour ne pas mourir en hiver

### Singles
| Année | Titre                       | Album ou EP                 |
| ----- | --------------------------- | --------------------------- |
| 2021  | Multicolore                 | Mes ombres                  |
| 2021  | Carcasse                    | Mes ombres                  |
| 2023  | Perséides                   | Pour ne pas mourir en hiver |
| 2023  | Mercure                     | Pour ne pas mourir en hiver |
| 2024  | Pour ne pas mourir en hiver | Pour ne pas mourir en hiver |

### Participations
- 2020 : auteur-compositeur-interprète sur le single La Fonte de son groupe MIIRAGES.
- 2021 : auteur-compositeur-interprète sur l'EP MIIRAGES de son groupe du même nom.
- 2021 : interprète sur la reprise de Dis tout sans rien dire de Daniel Bélanger sur l'album Star Académie.
- 2021 : interprète sur la reprise de Tenir debout de Fred Pellerin sur l'album Les performances des candidats en danger.

## Distinctions

### Prix
2023 : Prix Artisti du Festival international de la chanson de Granby.